# Irkucka Szkoła Teatralna
Irkucka Szkoła Teatralna (ros. Иркутское театральное училище) – radziecka, następnie rosyjska uczelnia publiczna w Irkucku.